# امین بذرگر
امین بذرگر (۱۳۷۳ – ۱۴۰۱)، نجار، کشتی‌گیر و دوست نوید افکاری بود که تیر یا خرداد ۱۴۰۰ بازداشت شد و به پلاک ۱۰۰ اطلاعات شیراز منتقل شد اما بعداً خانواده از سرنوشت او بی‌خبر ماندند تا اینکه مأموران امنیتی به خانواده امین بذرگر گفتند استخوان‌هایی که پنج ماه پیش در کوه دراک در غرب شیراز کشف شده متعلق به امین بذرگر است.

## زندگی
سعید افکاری فعال مدنی ایرانی، بذرگر را جوانی بسیار با امید، دوست داشتنی و شاد معرفی کرد و گفت که دوستان و نزدیکان می‌گفتند که او خیلی شبیه به برادرش نوید بوده‌است.
بذرگر در کارگاه نجاری کار می‌کرده و در حالی ناپدید شده که نه دستمزدش را از صاحب کارش گرفته و نه وسایل نجاری خود را از آنجا برده‌است.

## ناپدید شدن در بازداشت
بهمن ۱۴۰۰، دوستان بذرگر از ناپدید شدن او از شش ماه پیش تاکنون خبر دادند. گفته شد او بارها از سوی نیروهای امنیتی برای حمایت‌هایش از نوید، تهدید شده بود و نیروهای امنیتی تعقیبش می‌کردند.
بذرگر اندکی پیش از ناپدید شدن در صفحه اینستاگرامش در حمایت از نوید افکاری نوشته بود: «سکوت ما خیانت است.»

## مرگ مشکوک
حساب «۱۵۰۰ تصویر» از تأیید نتایج آزمایش «دی‌ان‌ای» استخوان‌های کشف شده امین بذرگر، کشتی‌گیر و از دوستان نزدیک نوید افکاری خبر داد.
مراسم خاکسپاری این کشتی‌گیر روز دوشنبه در دارالرحمه سعدی شیراز برگزار می‌شود. بذرگر، در تیر ۱۴۰۰ به‌دلیل اعتراض به اعدام نوید افکاری، توسط اداره اطلاعات شیراز بازداشت